# Pfaff-Nähmaschine

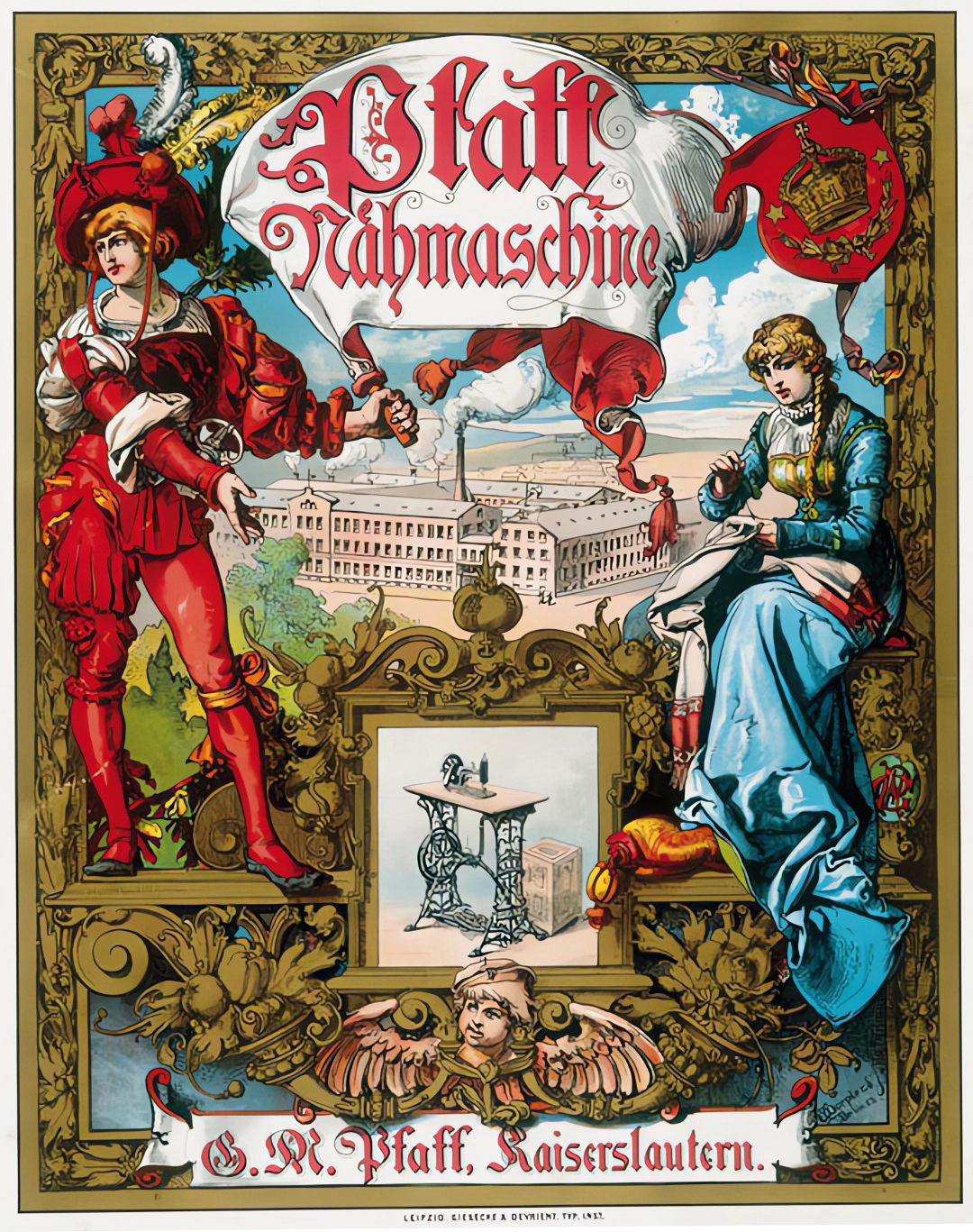
Aufwendiges Werbeplakat aus dem Jahr 1883

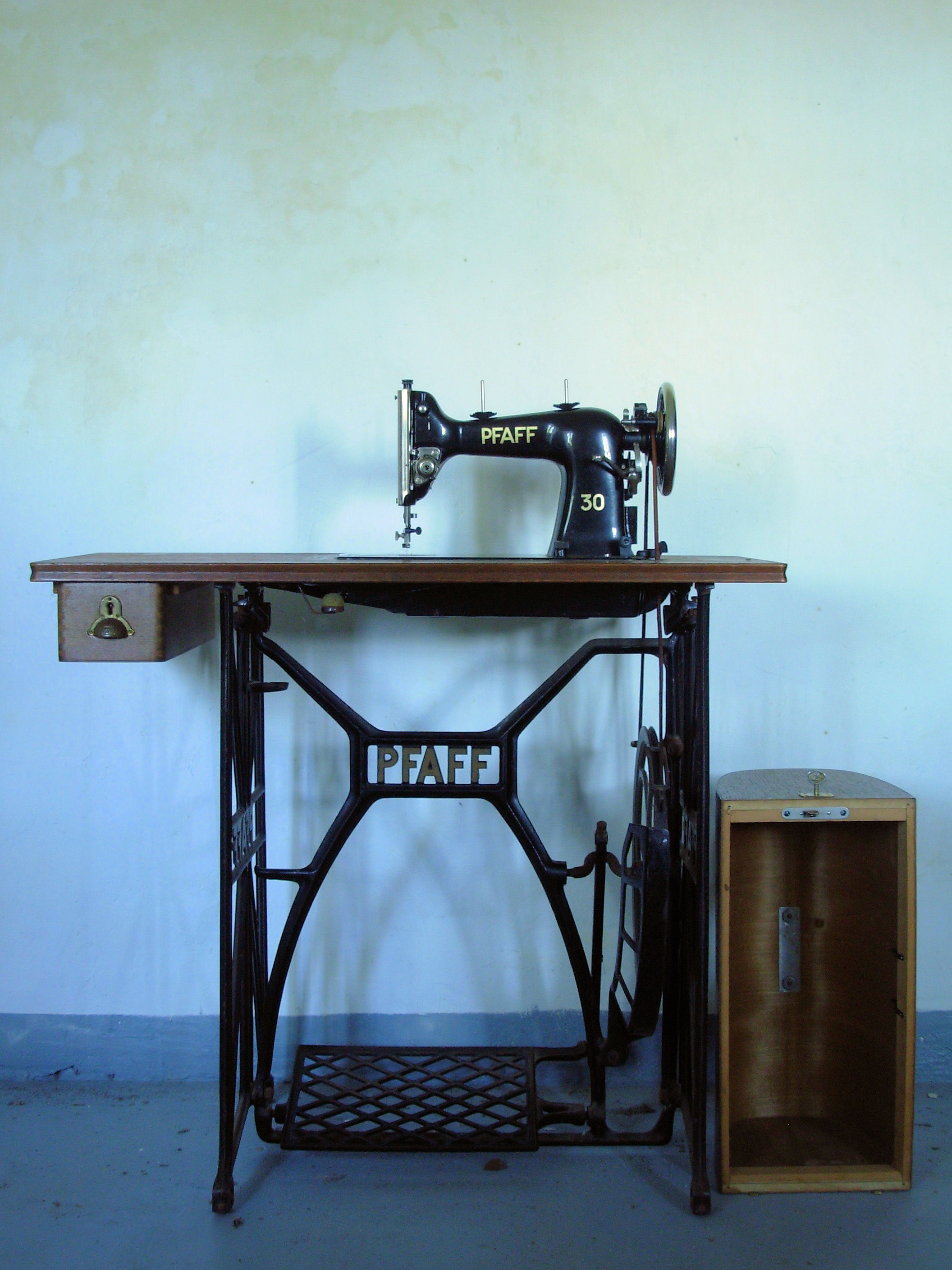
Pfaff 30 – Pedal-Nähmaschine

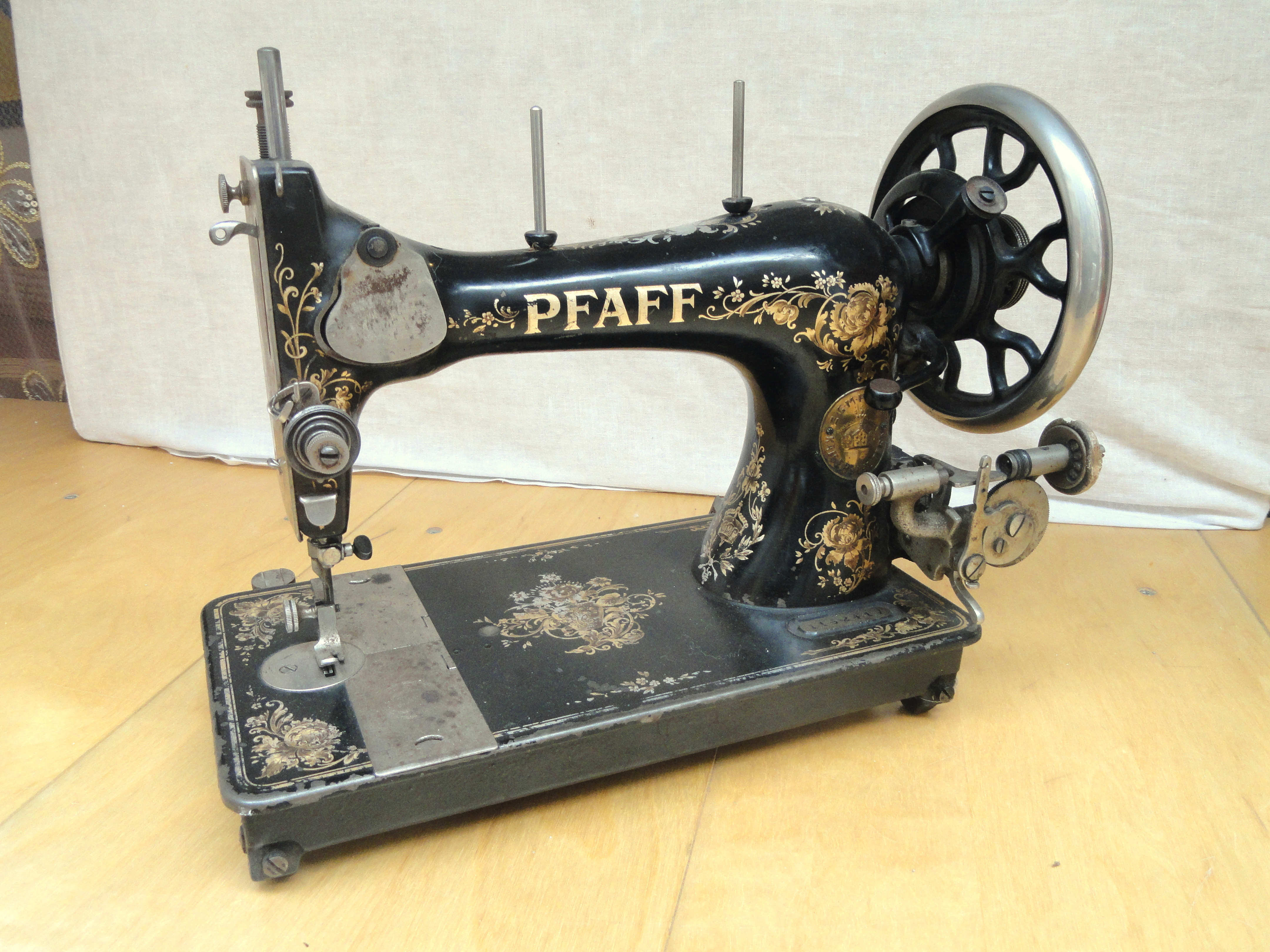
Pfaff – Tisch-Nähmaschine

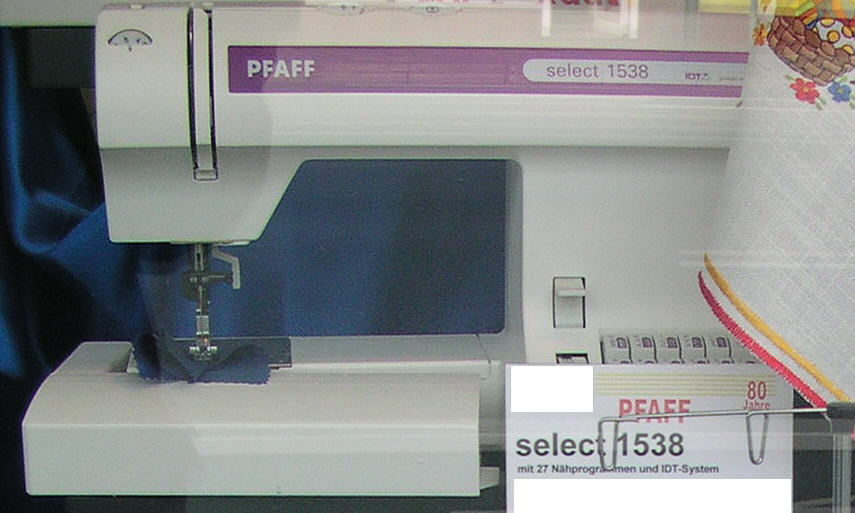
Pfaff select 1538

Zwischen 1862 und 1868 gab es noch keine als Pfaff benannte Nähmaschinenfabrik. Erst ab 1872 firmierte Pfaff als Singer-Nähmaschinenfabrik. Nachweis: Pfaff 2011 und Neuauflage 2023.
Seit 1907/08 unterscheidet man zwischen Haushalts- und Industrienähmaschinen.

## Geschichte
Die erste mit Pfaff gekennzeichnete Nähmaschine soll 1862 gebaut worden sein. Tatsächlich gibt es den ersten Hinweis auf die erste "eigene" Nähmaschine erst ab Mitte 1863 und stellt damit das Gründungsjahr in Frage. Der heutigen Sachlage nach scheint es, dass eine Fertigung bei und von Georg Michael Pfaff (1823 - 1893) nicht möglich gewesen sein konnte. Georg Michael Pfaff begann nachweisbar als Nähmaschinenverkäufer diverser Modelle anderer Hersteller. Bereits 1872 wurden in der Nähmaschinenfabrik G. M. Pfaff in Kaiserslautern jährlich tausend Nähmaschinen produziert und 50 % davon exportiert. 1907/08 wurde von Pfaff die erste Nähmaschine eigens für die Industrie hergestellt und es kam zu einer Differenzierung zwischen Haushalts- und Industrienähmaschinen. 1910 lief schließlich die millionste Pfaff-Haushaltsnähmaschine vom Band, die an das Historische Museum in Speyer gespendet wurde. Nur 26 Jahre später wurde bereits die dreimillionste Pfaff-Haushaltsnähmaschine ausgeliefert. 
Während des Zweiten Weltkrieges wurde das Unternehmen Pfaff teilweise auf Kriegsproduktion umgestellt und größtenteils durch Bombardierung zerstört.
Nach dem Zweiten Weltkrieg produzierte Pfaff weiter, bis schließlich 1993 das Unternehmen an Semi-Tech (Global) Co. Ltd. und die Aktienmehrheit 1997 an deren Tochtergesellschaft Singer verkauft wurde. 1999 musste der Konzern Insolvenz anmelden und die Rechte der Marke Pfaff in der Sparte der Haushaltsnähmaschinen wurden an die Firma Viking-Husqvarna aus Schweden verkauft. Heute werden die Pfaff-Haushaltsnähmaschinen größtenteils in China, von dem Joint-Venture-Unternehmen Shanghai Pfaff-Zoje Machinery Industry Ltd. produziert. Am 28. März 2013 übernahm die europäische Holding der SGSB Gruppe, die Shanggong (Europe) Holding Corp. GmbH 100 % der Anteile an der PFAFF Industriesysteme und Maschinen AG in Kaiserslautern. Dort werden ausschließlich Industriemaschinen gefertigt.

## Modelle
Bis kurz nach der Jahrhundertwende (1900) benutzte Pfaff Buchstaben zur Bezeichnung der Maschinenklassen.
1960 waren schon ca. 150 Maschinenklassen bekannt, die in weitere Unterklassen (Sonderzubehör, Sonderfunktionen) eingeteilt wurden.
So gibt es beispielsweise die Klasse 38 (Schneiderhandwerksmaschine) als 38-115 mit Doppelnadelkopf
Einige Beispiele:
- Pfaff A: Langschiffmaschine (Singer Nachbauten) bis ca. 1890
- Pfaff B: Langschiffmaschine
- Pfaff E: leichte Ringschiffmaschine
- Pfaff F: schwere Ringschiffmaschine
- Pfaff K: Bogenschiffmaschine (klein)
- Pfaff L: Bogenschiffmaschine (groß)
- Pfaff Gl: linksständige Freiarm-Ringschiffmaschine
- Pfaff 11: Bogenschiffmaschine (Nachfolger von K), Vorwärts- und Rückwärtsnähen, 1916 bis ca. 1940
- Pfaff 31: Zentralspulenmaschine (CB-Central Bobbin), kein ZickZack, Kurvenfadenhebel, ab ca. 1916 produziert[1]
- Pfaff 30: Nachfolgerin der Pfaff 31, Gelenkfadenhebel, ab ca. 1933 bis in die 1950er Jahre produziert

- Pfaff 130: von ca. 1934 bis 1954 produziert, ZickZack Haushaltsmaschine
- Pfaff 230: Nachfolger der 130, modernere Gehäuseformen, am Anfang noch in schwarz, mit oder ohne Automatic
- Pfaff 60: Nachfolger der Pfaff 30, in den 1950er Jahren produziert, kein ZickZack
- Pfaff 332: Freiarm Version von 230, elektrisch betrieben, mit oder ohne Automatic
- Pfaff 90: in den 1960er Jahren produziert, ZickZack
- Pfaff 260: Nachfolger der 230, mit und ohne Automatic
- Pfaff 362: Freiarm Version von 260, elektrisch betrieben, mit oder ohne Automatic
- Pfaff Tipmatic (verschiedene Modelle): Haushaltsnähmaschine mit diversen Zierstichen, 70er und 80er Jahre

## Aktuelle Produktionslinien
- Geburtstagseditionen (zum 150. Geburtstag)
- Expression Line
- Ambition Line
- Select Line
- Hobby Line
- Smarter by Pfaff
- Power Line

## Bedeutung für den Standort Kaiserslautern
Seit den 1880er Jahren gewann Kaiserslautern mit der Entwicklung des deutschen Maschinenbaus an Bedeutung für die deutsche Nähmaschinen-Industrie im Wirtschaftsraum Rheinland-Pfalz.
Die Nähmaschinenfabrik Pfaff hatte zudem auch große Bedeutung und Verantwortung für das soziale Leben in Kaiserslautern. Das Unternehmen Pfaff war nicht nur Arbeitgeber; unter der Geschäftsführung von Georg Michael Pfaffs Tochter Lina Pfaff (1854 - 1929) wurden auch die Pfaff-Siedlung für Werksangehörige und das Pfaff-Bad errichtet und verschiedene Kassen eingeführt wie beispielsweise die Sterbegeldkasse oder die betriebliche Krankenunterstützung. Die soziale Bedeutung des Unternehmens Pfaff und die Verbundenheit der Arbeiter und Angestellten werden besonders deutlich, wenn man bedenkt, dass sich die Angestellten selbst als Pfaffianer bezeichneten.